# Grupplopp
Grupplopp inom travsport är de travlopp som är med i ett europeiskt klassificeringssystem över särskilt viktiga och prestigefyllda storlopp med hög prissumma. Det används främst två grupper för att klassificera lopp; Grupp 1-lopp av högsta internationella klass och Grupp 2-lopp av näst högsta internationella klass. I Frankrike används även en tredje grupp för att klassificera lopp. 
Enbart europeiska travlopp ingår i systemet, varför prestigefyllda nordamerikanska lopp som Hambletonian Stakes, Hambletonian Oaks, John Cashman Memorial, Peter Haughton Memorial, Kentucky Futurity, Yonkers Trot, Breeders' Crown Open Trot och International Trot inte formellt räknas med.

## Grupp 1-lopp

### Europa
| Tidpunkt | Lopp                           | Distans  | Prissumma     | Kvalifikation     | Travbana |
| -------- | ------------------------------ | -------- | ------------- | ----------------- | -------- |
| Sommar   | Europeiskt femåringschampionat | 2140 m   | ca. 100 000 € | 5-åriga           | Varierar |
| Höst     | UET Trotting Masters           | Varierar | ca. 500 000 € | 4-åriga och äldre | Varierar |
| Höst     | Europeiskt treåringschampionat | 2140 m   | ca. 100 000 € | 3-åriga           | Varierar |
| Höst     | Grand Prix l'UET               | ≈ 2100 m | ca. 350 000 € | 4-åriga           | Varierar |

### Sverige
| Tidpunkt  | Lopp                           | Distans | Prissumma     | Kvalifikation                                      | Travbana   |
| --------- | ------------------------------ | ------- | ------------- | -------------------------------------------------- | ---------- |
| April     | Paralympiatravet               | 2140 m  | 2 780 000 SEK | 3-åriga och äldre                                  | Åby        |
| Maj       | Elitloppet                     | 1609 m  | 5 250 000 SEK | 4-åriga och äldre                                  | Solvalla   |
| Maj       | Konung Gustaf V:s Pokal        | 2140 m  | 1 750 000 SEK | 4-åriga hingstar                                   | Åby        |
| Maj       | Drottning Silvias Pokal        | 2140 m  | 1 750 000 SEK | 4-åriga ston                                       | Åby        |
| Juni      | E3-finaler (långa)             | 2140 m  | 2 000 000 SEK | 3-åriga                                            | Varierar   |
| Juni      | Norrbottens Stora Pris         | 2140 m  | 1 750 000 SEK | 3-åriga och äldre                                  | Boden      |
| Juli      | Hugo Åbergs Memorial           | 1609 m  | 1 750 000 SEK | 4-åriga och äldre                                  | Jägersro   |
| Juli      | Sprintermästaren               | 1609 m  | 1 750 000 SEK | 4-åriga hingstar                                   | Halmstad   |
| Juli      | Stochampionatet                | 2640 m  | 2 000 000 SEK | 4-åriga ston                                       | Axevalla   |
| Augusti   | E3-finaler (korta)             | 1640 m  | 2 000 000 SEK | 3-åriga                                            | Varierar   |
| Augusti   | Europeiskt championat för ston | 2140 m  | 1 800 000 SEK | 3-åriga ston och äldre                             | Solvalla   |
| Augusti   | Jubileumspokalen               | 2140 m  | 1 750 000 SEK | 5-åriga                                            | Solvalla   |
| Augusti   | Åby Stora Pris                 | 1640 m  | 1 400 000 SEK | 4-åriga och äldre                                  | Åby        |
| Augusti   | Sundsvall Open Trot            | 2140 m  | 1 750 000 SEK | 3-åriga och äldre                                  | Bergsåker  |
| September | Svenskt Travderby              | 2640 m  | 4 000 000 SEK | 4-åriga                                            | Jägersro   |
| September | Derbystoet                     | 2140 m  | 1 750 000 SEK | 4-åriga ston                                       | Jägersro   |
| September | STL Open                       | 2140 m  | 750 000 SEK   | Hästar som samlat flest poäng i de femton försöken | Solvalla   |
| Oktober   | Svenskt Trav-Kriterium         | 2640 m  | 4 000 000 SEK | 3-åriga svenskfödda                                | Solvalla   |
| Oktober   | Svenskt Trav-Oaks              | 2140 m  | 2 800 000 SEK | 3-åriga svenskfödda ston                           | Solvalla   |
| November  | Breeders' Crown-finaler        | 2140 m  | 1 600 000 SEK | 2-4-åriga                                          | Eskilstuna |
| November  | Svensk Uppfödningslöpning      | 1640 m  | 1 200 000 SEK | 2-åriga                                            | Jägersro   |

### Frankrike
| Meeting | Tidpunkt  | Lopp                               | Disciplin | Startmetod       | Distans | Prissumma   | Kvalifikation | Travbana       |
| ------- | --------- | ---------------------------------- | --------- | ---------------- | ------- | ----------- | ------------- | -------------- |
| Vinter  | December  | Critérium des 3 ans                |           | Fransk voltstart | 2 700 m | 240 000 €   | 3-åriga       | Vincennes      |
| Vinter  | December  | Prix de Vincennes                  |           | Fransk voltstart | 2 700 m | 240 000 €   | 3-åriga       | Vincennes      |
| Vinter  | December  | Critérium Continental              |           | Autostart        | 2 100 m | 240 000 €   | 4-åriga       | Vincennes      |
| Vinter  | Januari   | Prix de Cornulier                  |           | Fransk voltstart | 2 700 m | 700 000 €   | 4-10-åriga    | Vincennes      |
| Vinter  | Januari   | Prix de l'Île-de-France            |           | Fransk voltstart | 2 175 m | 200 000 €   | 5-10-åriga    | Vincennes      |
| Vinter  | Januari   | Prix d'Amérique                    |           | Fransk voltstart | 2 700 m | 1 000 000 € | 4-10-åriga    | Vincennes      |
| Vinter  | Februari  | Prix de France                     |           | Autostart        | 2 100 m | 400 000 €   | 4-10-åriga    | Vincennes      |
| Vinter  | Februari  | Prix des Centaures                 |           | Fransk voltstart | 2 200 m | 240 000 €   | 4-6-åriga     | Vincennes      |
| Vinter  | Februari  | Prix de Paris                      |           | Fransk voltstart | 4 125 m | 350 000 €   | 4-10-åriga    | Vincennes      |
| Vinter  | Februari  | Critérium des Jeunes               |           | Fransk voltstart | 2 700 m | 160 000 €   | 3-åriga       | Vincennes      |
| Vinter  | Mars      | Grand Critérium de Vitesse         |           | Autostart        | 1 609 m | 160 000 €   | 4-10-åriga    | Cagnes-sur-Mer |
| Vinter  | Mars      | Prix de Sélection                  |           | Fransk voltstart | 2 200 m | 240 000 €   | 4-6-åriga     | Vincennes      |
| Vår     | April     | Prix de l'Atlantique               |           | Autostart        | 2 150 m | 180 000 €   | 4-10-åriga    | Enghien        |
| Vår     | Maj       | Critérium des 4 ans                |           | Fransk voltstart | 2 850 m | 240 000 €   | 4-åriga       | Vincennes      |
| Vår     | Maj       | Saint–Léger des Trotteurs          |           | Fransk voltstart | 2 450 m | 150 000 €   | 3-åriga       | Caen           |
| Vår     | Juni      | Prix René Ballière                 |           | Autostart        | 2 100 m | 200 000 €   | 4-10-åriga    | Vincennes      |
| Vår     | Juni      | Prix Albert-Viel                   |           | Fransk voltstart | 2 700 m | 200 000 €   | 3-åriga       | Vincennes      |
| Vår     | Juni      | Prix du Président de la République |           | Fransk voltstart | 2 850 m | 240 000 €   | 4-åriga       | Vincennes      |
| Vår     | Juni      | Prix d'Essai                       |           | Fransk voltstart | 2 175 m | 200 000 €   | 3-åriga       | Vincennes      |
| Höst    | September | Prix de l'Étoile                   |           | Fransk voltstart | 2 200 m | 240 000 €   | 3-5-åriga     | Vincennes      |
| Höst    | September | Critérium des 5 ans                |           | Fransk voltstart | 3 000 m | 240 000 €   | 5-åriga       | Vincennes      |
| Höst    | September | Prix de Normandie                  |           | Fransk voltstart | 3 000 m | 240 000 €   | 5-åriga       | Vincennes      |
| Höst    | September | Prix des Élites                    |           | Fransk voltstart | 2 200 m | 240 000 €   | 3-5-åriga     | Vincennes      |

### Norge
| Tidpunkt  | Lopp                     | Distans | Prissumma     | Kvalifikation     | Travbana  |
| --------- | ------------------------ | ------- | ------------- | ----------------- | --------- |
| Maj       | Forus Open               | 1600 m  | 300 000 NOK   | 3-åriga och äldre | Forus     |
| Maj       | Oslo Grand Prix          | 2100 m  | 2 870 000 NOK | 3-åriga och äldre | Bjerke    |
| Juli      | Ulf Thoresens Minneslopp | 2100 m  | 1 540 000 NOK | 3-åriga och äldre | Jarlsberg |
| September | Norskt Trav-Kriterium    | 2100 m  | 1 680 000 NOK | 3-åriga hingstar  | Bjerke    |
| September | Norskt Travderby         | 2600 m  | 2 180 000 NOK | 3-åriga hingstar  | Bjerke    |

### Finland
| Tidpunkt  | Lopp                  | Distans | Prissumma | Kvalifikation     | Travbana   |
| --------- | --------------------- | ------- | --------- | ----------------- | ---------- |
| April     | Seinäjoki Race        | 2100 m  | 108 000 € | 4-åriga och äldre | Seinäjoki  |
| Maj       | Finlandialoppet       | 1609 m  | 190 000 € | 4-åriga och äldre | Vermo      |
| Juni      | Suur-Hollola-loppet   | 2140 m  | 177 000 € | 4-åriga och äldre | Jokimaa    |
| Juni      | Kymi Grand Prix       | 2100 m  | 165 000 € | 4-åriga och äldre | Kouvola    |
| Juli      | St. Michel-loppet     | 1609 m  | 124 000 € | 4-åriga och äldre | Mikkeli    |
| September | Finskt Travderby      | 2600 m  | 319 800 € | 4-åriga           | Vermo      |
| Oktober   | Finskt Trav-Kriterium | 2600 m  | 246 375 € | 3-åriga           | Tammerfors |

### Danmark
| Tidpunkt | Lopp             | Distans | Prissumma     | Kvalifikation     | Travbana       |
| -------- | ---------------- | ------- | ------------- | ----------------- | -------------- |
| Maj      | Copenhagen Cup   | 2011 m  | 1 000 000 DKK | 3-åriga och äldre | Charlottenlund |
| Augusti  | Danskt Travderby | 3000 m  | 525 000 DKK   | 4-åriga           | Charlottenlund |

### Tyskland
| Tidpunkt | Lopp                          | Distans | Prissumma | Kvalifikation | Travbana   |
| -------- | ----------------------------- | ------- | --------- | ------------- | ---------- |
| Augusti  | Deutsches Traber-Derby        | 1900 m  | 225 068 € | 3-åriga       | Mariendorf |
| Oktober  | Grosser Preis von Deutschland | 1680 m  | 200 000 € | 4-åriga       | Hamburg    |

### Belgien
| Tidpunkt | Lopp                   | Distans | Prissumma | Kvalifikation     | Travbana |
| -------- | ---------------------- | ------- | --------- | ----------------- | -------- |
| Augusti  | Grand Prix de Wallonie | 2300 m  | 180 000 € | 4-åriga och äldre | Mons     |

### Italien
| Tidpunkt  | Lopp                                   | Distans | Prissumma | Kvalifikation     | Travbana     |
| --------- | -------------------------------------- | ------- | --------- | ----------------- | ------------ |
| April     | Gran Premio Nazionale                  | 2250 m  | 154 000 € | 3-åriga           | La Maura     |
| April     | Gran Premio Costa Azzurra              | 1600 m  | 132 000 € | 5-åriga och äldre | Vinovo       |
| April     | Gran Premio Societa Campo di Mirafiori | 1600 m  | 110 000 € | 5-åriga och äldre | Vinovo       |
| Maj       | Gran Premio Tito Giovanardi            | 2060 m  | 154 000 € | 3-åriga           | Modena       |
| Maj       | Gran Premio Lotteria                   | 1600 m  | 278 460 € | 4-åriga och äldre | Agnano       |
| September | Gran Premio Campionato Europeo         | 1660 m  | 165 000 € | 4-åriga och äldre | Cesena       |
| September | Gran Premio Continentale               | 2060 m  | 209 000 € | 4-åriga           | Acroveggio   |
| September | Gran Premio Carlo Marangoni            | 2100 m  | 154 000 € | 3-åriga           | Vinovo       |
| Oktober   | Gran Premio Freccia d'Europa           | 1600 m  | 110 000 € | 4-åriga och äldre | Agnano       |
| Oktober   | Gran Premio Gaetano Turilli            | 2100 m  | 300 300 € | 4-åriga och äldre | Capannelle   |
| Oktober   | Derby italiano di trotto               | 2100 m  | 770 000 € | 3-åriga           | Capannelle   |
| November  | Gran Premio Palio Dei Comuni           | 1600 m  | 105 600 € | 3-åriga och äldre | Montegiorgio |
| November  | Gran Premio Orsi Mangelli              | 2250 m  | 220 000 € | 3-åriga           | La Maura     |
| November  | Gran Criterium                         | 1600 m  | 165 000 € | 2-åriga           | Capannelle   |
| November  | Gran Premio delle Nazioni              | 2100 m  | 308 000 € | 4-åriga och äldre | La Maura     |
| November  | Gran Premio d'Europa                   | 2100 m  | 209 000 € | 4-åriga           | La Maura     |
| December  | Gran Premio Allevatori                 | 2100 m  | 220 000 € | 2-åriga           | Capannelle   |
| December  | Gala Internazionale del Trotto         | 2100 m  | 110 000 € | 4-åriga och äldre | Capannelle   |

### USA
OBS: Grupptävlingssystemet finns inte i USA. Dessa evenemang, som är bland de mest prestigefyllda i USA, har dock en nivå som motsvarar Grupp 1.
| Tidpunkt | Lopp                           | Distans | Prissumma   | Kvalifikation     | Travbana             |
| -------- | ------------------------------ | ------- | ----------- | ----------------- | -------------------- |
| Augusti  | John Cashman Memorial          | 1609 m  | $ 300 000   | 3-åriga och äldre | Meadowlands          |
| Augusti  | Hambletonian Stakes            | 1609 m  | $ 1 000 000 | 3-åriga           | Meadowlands          |
| Augusti  | Challenge Cup (körs ej längre) | 2011 m  | $ 100 000   | 4-åriga och äldre | Roosevelt Raceway    |
| Oktober  | International Trot             | 2011 m  | $ 1 000 000 | 4-åriga och äldre | Yonkers              |
| Oktober  | Breeders' Crown Open Trot      | 1609 m  | $ 500 000   | 3-åriga och äldre | Varierande travbanor |

## Grupp 2-lopp

### Europa
- Breeders Course

### Sverige
- Gulddivisionens final
- Sweden Cup
- Jämtlands Stora Pris
- Årjängs Stora Sprinterlopp
- Stosprintern
- Guldstoet
- Sto-SM
- Svenskt Mästerskap
- Harper Hanovers Lopp
- Örebro Intn'l
- Svampen Örebro
- Premio Going Kronos
- Malmö Stads Pris
- Lyon Grand Prix
- C.L. Müllers Memorial
- Sommartravets final
- Solvalla Grand Prix
- Norrlands Grand Prix
- Lovely Godivas Lopp
- Eskilstuna Fyraåringstest
- Fyraåringseliten
- Fyraåringseliten för ston
- Treåringseliten
- E3-revanschen
- Montéeliten

### Frankrike
| - Prix de Bretagne - Prix du Bourbonnais - Prix de Bourgogne - Prix de Belgique - Prix Ténor de Baune - Prix de Washington - Prix Kerjacques - Prix Robert Auvray - Prix Marcel Laurent - Prix d'Été - Prix de Croix - Prix Kalmia - Prix de Tonnac-Villeneuve - Prix Emmanuel Margouty - Prix Europole La Capelle - Prix Jean-Luc Lagardère - Prix Charles Tiercelin - Prix Jacques de Vaulogé - Grand Prix du Departement des Alpes-Maritimes - Prix Jockey - Prix Abel Bassigny - Prix Ariste-Hémard - Prix Octave Douesnel - Prix Ovide Moulinet - Prix Piérre Plazen - Prix Paul-Viel - Prix Gaston Brunet | - Prix Victor Régis - Prix Doynel de Saint-Quentin - Grand Prix du Sud-Ouest - Prix de l'Union Européenne - Prix des Ducs de Normandie - Prix Chambon P - Prix Ozo - Prix Jean Le Gonidec - Prix de Buenos-Aires - Prix de la Haye - Prix Phaeton - Prix Jules Thibault - Prix Louis Jariel - Prix Henri Levesque - Criterium de vitesse de Basse-Normandie - Prix Uranie - Prix Éphrem Houel - Prix Reine du Corta - Prix Annick Dreux - Prix Guy Deloison - Prix Une de Mai - Prix Maurice de Gheest - Prix Gélinotte - Prix Roquépine - Prix Gaston de Wazières - Prix Albert Demarcq - Prix Joseph Lafosse - Prix Bold Eagle | - Prix de Londres - Prix Hervé Ceran-Maillard - Prix Louis Tillaye - Prix Ceneri Forcinal - Prix de Basly - Prix Reynolds - Prix Raoul Ballière - Prix Philippe du Rozier - Prix Jules Lemonnier - Prix Léon Tacquet - Prix Camille de Wazières - Prix Camille Blaisot - Prix Camille Lepecq - Prix du Calvados - Prix Paul Buquet - Prix Paul Bastard - Prix Jacques Andrieu - Prix Louis Le Bourg - Prix Louis Forcinal - Prix Xavier de Saint Palais - Prix Pierre Gamare - Prix Olry-Roederer - Prix Hemine - Prix Lavater - Prix René Palyart |

### Norge
- Habibs Minneslopp
- Klosterskogen Grand Prix
- Europamatchen
- Energima Cup
- Axel Jensens Minneslopp
- Jarlsberg Grand Prix

### Danmark
- Danskt Trav-Kriterium
- Jydsk Grand Prix

### Finland
- Kuopio Stakes

### Italien
- Gran Premio Duomo
- Gran Premio Royal Mares del Trotto

### Nederländerna
- Grote Prijs der Giganten

## Grupp 3-lopp

### Frankrike

#### Sulkylopp
- Prix du Bois de Vincennes
- Prix de Provence
- Prix de la Marne
- Prix du Plateau de Gravelle
- Prix de la Côte d'Azur
- Prix Helen Johansson

#### Montélopp
- Prix du Pontavice du Heussey